# Махидевран
Махидевран Гюлбахар (1500 – 1581) е наложница на Сюлейман Великолепни и майка на първородния му син принц Мустафа. Махидевран с черната си коса и зелени очи е считана за най-красивата жена в историята на Османската империя.

## Етимология
Името на Махидевран означава „вечно красива“ или „незалязваща красота“. Друго значение е „Луна на късмета“. Прякорът Гюлбахар ѝ е даден от Сюлейман и означава „Роза на пролетта“.

## Биография
Махидевран е от албански или черкезки произход. Сюлейман е все още принц и управител на санджака Маниса (тогава наречен Сарухан), когато Махидевран му ражда син – Мустафа, през 1515 г. След смъртта на султан Селим I през 1520 г. Сюлейман и семейството му се връщат в столицата Истанбул, където той е провъзгласен за султан.
В султанския харем Махидевран губи позицията си на първа любимка на султана, след като е изместена от най-влиятелната си съперница Хюррем Султан, която по-късно става и официална съпруга на Сюлейман. Хюррем ражда на Сюлейман четирима синове, между които и бъдещият султан Селим II, с което отнема статута на Махидевран на единствена майка на принц.
Съперничеството между Махидевран и Хюррем е овладяно до голяма степен от майката на Сюлейман – Айше Хафса Валиде Султан, но след смъртта ѝ през 1534 г. ожесточената борба между двете фаворитки е очевидна. Според османската традиция всеки принц става провинциален управител (мютесариф или санджакбей) като част от обучението си. Мустафа е изпратен първоначално в Маниса през 1533 г., а през 1541 г. е преместен в Амасия. Според традициите, го придружава и Махидевран.
Към края на дългото управление на Сюлейман съперничеството между синовете му се изостря. Хюррем и зет ѝ – великият везир Дамат Рюстем паша, настройват Сюлейман против Мустафа, за да отворят път към престола на един от синовете на Хюррем. По време на кампанията срещу Сефевидите през 1553 г. Сюлейман заповядва убийството на Мустафа.
Животът на Махидевран в годините след екзекуцията на сина ѝ е труден. Мести се в Бурса, където е погребан Мустафа, но живее в бедност, тъй като почти няма собствени приходи. В последните години от живота си, обаче, получава пенсия от Селим II. Умира на 3 февруари 1581 г., надживявайки сина си, мъжа си, най-голямата си съперница, както и техния син султан Селим II.